# 플레처 톰슨
스탠디시 플레처 톰슨(Standish Fletcher Thompson, 1925년 2월 5일 ~ 2022년 9월 13일)는 미국의 정치인이다.

## 학력
- 러셀 고등학교
- 1949 에모리 대학교 인문사회 학사
- 1957 우드로 윌슨 법학대학원 법학학사

## 경력
- 1943 미 육군 의료단 복무
- 1944 ~ 1946 미 육군 항공대 항공구조대 향해사 근무
- 1950 ~ 1953 미 공군 조종사 복무
- 1965.01 ~ 1967.01 제129대 조지아 제34선거구 상원의원
- 1967.01 ~ 1973.01 제90·91·92대 미국 조지아 제5선거구 하원의원
- 애틀랜타 변호사 개업 재개
- 1985 애틀랜타 지역위원회 위원

## 역대 선거 결과
| 선거명        | 직책명                      | 대수  | 정당   | 득표율 | 득표수    | 결과 | 당락                   |
| ------------- | --------------------------- | ----- | ------ | ------ | --------- | ---- | ---------------------- |
| 1964년 선거   | 상원의원 (조지아 제34부)    | 129대 | 공화당 | 0%     | 표        | 1위  | 조지아 주의원 당선     |
| 1966년 선거   | 하원의원 (조지아 제5선거구) | 90대  | 공화당 | 60.13% | 55,423표  | 1위  | 조지아주 하원의원 당선 |
| 1968년 선거   | 하원의원 (조지아 제5선거구) | 91대  | 공화당 | 55.64% | 79,258표  | 1위  | 조지아주 하원의원 당선 |
| 1970년 선거   | 하원의원 (조지아 제5선거구) | 92대  | 공화당 | 57.35% | 78,540표  | 1위  | 조지아주 하원의원 당선 |
| 1972년 재선거 | 상원의원 (조지아 제2부)     | 92대  | 공화당 | 46.54% | 362,501표 | 2위  | 낙선                   |
| 1972년 선거   | 상원의원 (조지아 제2부)     | 93대  | 공화당 | 46.01% | 542,331표 | 2위  | 낙선                   |